# Tiranet de Burmeister
El tiranet de Burmeister (Acrochordopus burmeisteri) és una espècie d'ocell de la família dels tirànids. Es pot trobar a l'Argentina, Bolívia, Brasil, Colòmbia, Costa Rica, l'Equador, Panamà, el Paraguai, el Perú i Veneçuela.

## Descripció
El tiranet de Burmeister fa uns 11 a 12,5 cm de llarg i pesa uns 12,5 g. Ambdós sexes tenen el mateix plomatge. Els adults tenen la corona, el clatell, l'esquena i el dors de color oliva; la corona és una mica més fosca que la resta. La llista superciliar és blanca. La part inferior de la cara és blanquinosa. Les ales són fosques amb dues barres de color groc oliva pàl·lid a groc més intens. La cua és de color verd oliva fosc. La gola és blanca i les parts inferiors grogues amb un verd oliva més pàl·lid al pit i als costats. El color de l'iris és variable: de blanquinós a marró, el bec és curt i gruixut amb el maxil·lar negre i la mandíbula que pot ser meitat negra i de mig blanquinosa a groc pàl·lid o completament més clara, i potes i peus grisencs amb les petites protuberàncies que donen a l'espècie el seu nom anglès (de potes rugoses).

## Distribució i hàbitat
El tiranet de Burmeister té una distribució disjunta. Una població es troba al vessant oriental dels Andes des del departament de La Paz a Bolívia al sud fins a la província de Tucumán a l'Argentina. L'altra es troba des del sud-est de Bahia fins al nord de Rio Grande do Sul al Brasil, al sud-est del Paraguai i a la província de Misiones, al nord-est de l'Argentina. A més, el SACC en té constància com a vagabund a l'Uruguai. Als Andes, l'espècie habita el bosc caducifoli de muntanya a la bioregió de Iunga. A l'est hi ha el bioma tropical de la selva atlàntica de fulla perenne. Sol trobar-se a la copa interior i a les vores del bosc però també al bosc secundari madur. En altitud arriba a uns 1.800 m a l'Argentina. Al Brasil es troba des del nivell del mar fins a almenys 1.500 m i a Bolívia oscil·la entre uns 1.000 i 1.600 m.

## Comportament

### Moviment
El tiranet de Burmeister és un resident durant tot l'any a la major part de la seva distribució. Tanmateix, els de les parts més meridionals de la distribució oriental sembla que es mouen cap al nord en arribar l'hivern austral.

### Alimentació
S'alimenta d'artròpodes i baies petites. S'alimenta individualment i en parelles i de vegades s'uneix a grups d'espècies mixtes. S'alimenta principalment als nivells mitjà i superior del bosc, capturant preses o recol·lectant fruits mentre està posat o es desplaça breument.

### Cria
L'època de reproducció del tiranet de Burmeister no s'havia definit del tot, però abasta almenys d'octubre a desembre a l'est i d'agost a gener a l'Argentina. Un niu al Paraguai era una copa feta de branques i arrels cobertes de líquens. Era a uns 20 m sobre el terra en una branca horitzontal. Un a l'Argentina era una tassa feta majoritàriament de liquen Usnea amb més líquens frondosos a l'exterior. Era a 7,6 m en una bifurcació en una branca horitzontal. Els dos pares havien construir el niu. No es coneix la mida habitual de la posta, ni el període d'incubació. Es creu que els dos pares coven i tenen cura de les cries.

## Taxonomia i sistemàtica
El tiranet de Burmeister té una història taxonòmica complicada. Va ser descrit originalment el 1860 pels ornitòlegs alemanys Jean Cabanis i Ferdinand Heine com Phyllomyias burmeisteri. Durant gran part del segle XX es va col·locar en el gènere Acrohordopus, que als anys 70 es va fusionar amb Phyllomyias. Un gran estudi filogenètic molecular de Michael Harvey et al. publicat el 2020 va trobar que el gènere Phyllomyias era parafilètic. Com a part de la reorganització per crear gèneres monotípics, es va ressuscitar el gènere Acrochordopus i el setembre de 2023, el Comitè de Classificació Sud-americà de la Societat Americana d'Ornitologia (SACC) va ressuscitar el gènere Acrohordopus i hi va tornar a traslladar el tiranet de Burmeister. El Congrés Ornitològic Internacional (COI), Clements Checklist i eBird van seguir aquesta doctrina l'agost de 2024. El Manual dels Ocells del Món (HBW), BirdLife International i ITIS mantenen l'espècie del gènere Phyllomyias.
A més, abans es considerava que el tiranet de Burmeister era coespecífic amb el tiranet frontblanc (ara Acrohordopus zeledoni). Van ser dividits pel SACC i el COI en la mateixa reavaluació que va portar a la restauració d'Acrochordopus.
El tiranet de Burmeister és monotípic: no es reconeix cap subespècie.